# 比利奧斯拉維
48°28′51″N 24°42′7″E / 48.48083°N 24.70194°E
比利奧斯拉維（烏克蘭語：Білі Ослави），是烏克蘭的村落，位於該國西部伊萬諾-弗蘭科夫斯克州，由納德沃爾納亞區負責管轄，處於奧斯拉瓦河畔，始建於1552年，面積40.4平方公里，2025年人口4,525。